# Timberlane (Illinois)
Timberlane – wieś w USA, w stanie Illinois, w hrabstwie Boone. Według spisu z 2000 roku wioskę zamieszkuje 234 osób.

## Geografia
Wioska zajmuje powierzchnię 3,4 km², z czego 0,1 km² (1,53%) stanowi woda.

## Demografia
Według spisu z 2000 roku wioskę zamieszkuje 234 osób skupionych w 79  gospodarstwach domowych, tworzących 69 rodzin. Gęstość zaludnienia wynosi 70 osoby/km². W wiosce znajdują się 80 budynki mieszkalne, a ich gęstość występowania wynosi 23,9 mieszkania/km². Wioskę zamieszkuje 98,29% ludności białej, 0,43% to rdzenni Amerykanie, 1,28% ludność innej rasy. Hiszpanie lub Latynosi stanowią 1,71% populacji.
W wiosce są 79 gospodarstwa domowe, w których 45,6% stanowią dzieci poniżej 18 roku życia żyjących z rodzicami, 84,8% stanowią małżeństwa, 1,3% stanowią kobiety nie posiadające męża oraz 11,4% stanowią osoby samotne. 7,6% wszystkich gospodarstw domowych składa się z jednej osoby oraz 2,5% żyjących samotnie ma powyżej 65 roku życia. Średnia wielkość gospodarstwa domowego wynosi 2,96 osoby, natomiast rodziny 3,16 osoby. 
Przedział wiekowy kształtuje się następująco: 28,6% stanowią osoby poniżej 18 roku życia, 5,1% stanowią osoby pomiędzy 18 a 24 rokiem życia, 26,1% stanowią osoby pomiędzy 25 a 44 rokiem życia, 34,6% stanowią osoby pomiędzy 45 a 64 rokiem życia oraz 5,6% stanowią osoby powyżej 65 roku życia. Średni wiek wynosi 41 lat. Na każde 100 kobiet przypada 98,3 mężczyzn. Na każde 100 kobiet powyżej 18 roku życia przypada 106,2 mężczyzn.
Średni dochód dla gospodarstwa domowego wynosi 76 851 dolarów, a dla rodziny wynosi 79 319 dolarów. Dochody mężczyzn wynoszą średnio 58 125 dolarów, a kobiet 35 000 dolarów. Średni dochód na osobę w mieście wynosi 31 529 dolarów. Około 4,6% rodzin i 6,5% populacji miasta żyje poniżej minimum socjalnego, z czego 9,4% jest poniżej 18 roku życia i 0% powyżej 65 roku życia.